# Maués
Maués là một đô thị thuộc bang Amazonas, Brasil. Đô thị này có diện tích 29988,39 km², dân số năm 2007 là 46231 người, mật độ 1,16 người/km².